# Мартинек, Янош
Янош Мартинек (венг. Martinek János; род. 23 мая 1965, Будапешт, Венгрия) — венгерский пятиборец, двукратный олимпийский чемпион, трёхкратный чемпион мира, чемпион Европы.
Родился 23 мая 1965 года в Будапеште. Выступал за спортивный клуб «Гонвед». На Олимпийских Играх в Сеуле в 1988 году стал двукратным чемпионом, победив как в личном зачёте, так и в составе сборной Венгрии — в командном. На Олимпийских Играх в Атланте в 1996 году выиграл бронзу в индивидуальном первенстве.
Выигрывал мировые первенства в 1987, 1989 и 1994 годах. Чемпион Европы 1991 года.
Женат на венгерской гимнастке Беате Шторчер, участнице Олимпийских игр 1988 года.